# Злі духи
«Злі духи» — український містичний чотирисерійний телесеріал у жанрі детективу, прем'єра якого відбулася 24 квітня 2025 року о 19:40 на телеканалі 2+2.

## Синопсис
Слідчий з Києва Маркіян Сич, після поранення під час служби, прибуває на реабілітацію в карпатське село Ясени. Замість спокійного відпочинку він опиняється в епіцентрі загадкових смертей і долучається до розслідування. Місцевий дільничний Іван Басюкпрагне якнайшвидше закрити справу, тоді як селяни вважають винуватими у всьому злих духів і загадкову істоту Мару. Розслідування поступово розкриває темне минуле мешканців села, їхні страхи, таємниці та замовчувані події.

## У ролях
| Актор             | Роль                       |
| ----------------- | -------------------------- |
| Олександр Яцентюк | Маркіян Сич                |
| Олександр Ярема   | Басюк, місцевий дільничний |
| Олекса Городенко  | мольфар                    |

## Виробництво
Зйомки проходили влітку 2024 року у Києві та в Національному природному парку «Сколівські Бескиди» у Львівській області. Для досягнення автентичності творча група провела експедиції в Карпати, вивчаючи побут, одяг, традиції та мову місцевих жителів.

## Цікаві факти
- Роль мольфара виконав Олекса Городенко, який походить з роду мольфарів. Під час зйомок він провів справжній обряд очищення.
- У фільмі можна побачити реальні весільні фото та автентичні елементи гуцульського побуту.

- Жодна бджола не вжалила акторів попри численні зйомки на природі серед роїв[2].